# Nordendorf
Nordendorf település Németországban, azon belül Bajorországban. Lakosainak száma 2647 fő (2023. december 31.).

## Népesség
A település népessége az elmúlt években az alábbi módon változott:
| Lakosok száma | 379  | 942  | 1834 | 1982 | 2286 | 2308 | 2370 | 2460 | 2540 | 2647 |
|               | 1875 | 1950 | 1975 | 1987 | 2012 | 2014 | 2016 | 2017 | 2021 | 2023 |